# Селянська реформа 1848

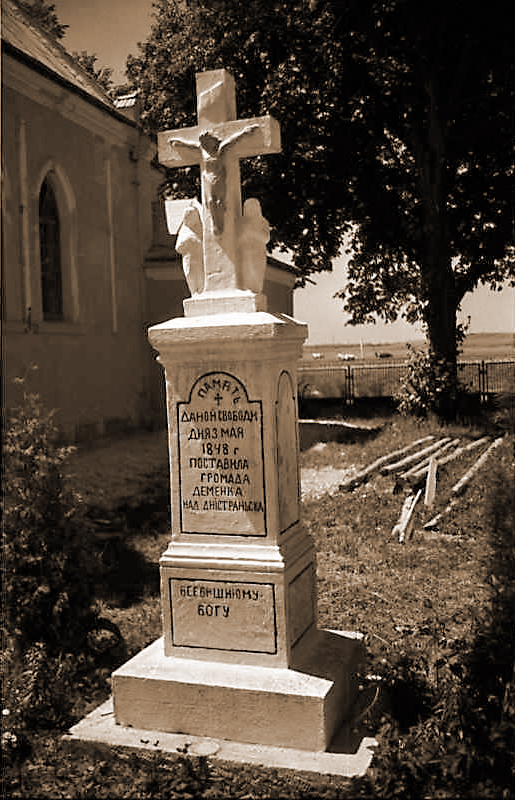
«Хрест Свободи» на честь скасування панщини в Галичині 1848 року

Селянська реформа 1848 в Австрії (зокрема, у Галичині, на Буковині і Закарпатті) — скасування панщини, проведене австрійським урядом під час революції 1848 з метою пристосування економіки до потреб капіталістичного розвитку. Здійснена під тиском революційних подій, що охопили також Галичину, Буковину і Закарпаття, та масових селянських рухів, зокрема Галицького селянського повстання 1846.
Згідно з законом австрійського імператора Фердинанда I від 17 квітня 1848, у Галичині селянські повинності скасовувалися з дня 15 травня 1848. Окремим декретом від 1 липня 1848 дію цього закону уряд поширив на Буковину, підтвердивши його законом від 9 серпня 1848.
Влітку 1848 року питання про умови звільнення селян обговорювалося в австрійському парламенті. Депутати від селян Галичини і Буковини І.Капущак, Л.Кобилиця разом з іншими депутатами лівого крила рішуче виступили проти виплати викупу поміщикам. Але більшістю голосів парламент ухвалив скасувати повинності селян за викуп (індемнізація). На підставі цієї постанови 7 вересня 1848 видано закон про звільнення селян від особистої залежності від колишніх власників на території всієї Австрії, про надання їм прав громадян держави та права власності на ту землю, якою за панщини вони користувалися на правах спадковості. Закон передбачав повну компенсацію (індемнізацію) селянами на користь поміщиків 20-кратної вартості всіх річних повинностей панщини. Поміщики одержували за селян великий викуп: у Східній Галичині — 58,9 млн гульденів (145,6 млн тодішніх крб.), на Буковині — 5,5 млн гульденів (13,9 млн тодішніх крб.). Головний тягар викупу несло селянство. За законом 7 вересня 1848 у власність селянства Східної Галичини та Буковини перейшло менше половини земельних угідь краю.
Більшість селян залишалася малоземельною і економічно неспроможною, значну частину їх (халупників і комірників) було «звільнено» зовсім без землі й вони відразу потрапили в економічну залежність до землевласників. У власність поміщиків перейшли майже всі ліси і пасовиська, за користування якими селяни змушені відробляти або платити (сервітути). З метою практичного здійснення реформи уряд видав додаткові законодавчі акти: 4 березня 1849 для всіх країв австрійської монархії, 15 серпня 1849 і 4 жовтня 1850 тільки для Галичини. 23 жовтня і 12 листопада 1853 — для Буковини.
У Закарпатті, як і по всій Угорщині, залежність селян від панщини скасована законом, що його прийняв угорський сейм 18.3.1848 і підтвердив 1853 австрійський імператор Франц Йосиф I, на таких же кабальних для селян умовах, як і в Східній Галичині та на Буковині. Землевласники одержали викуп у розмірі 20-кратної вартості річних повинностей селян. Більшість закарпатського селянства була звільнена з недостатньою забезпеченістю землею, значна частина — зовсім без землі. Грабіжницький характер реформи спричинив подальше зростання зубожіння селянства, викликав хвилю селянських заворушень у Східній Галичині і Закарпатті та Буковинське селянське повстання 1848-1849.